# Fœtus de lama

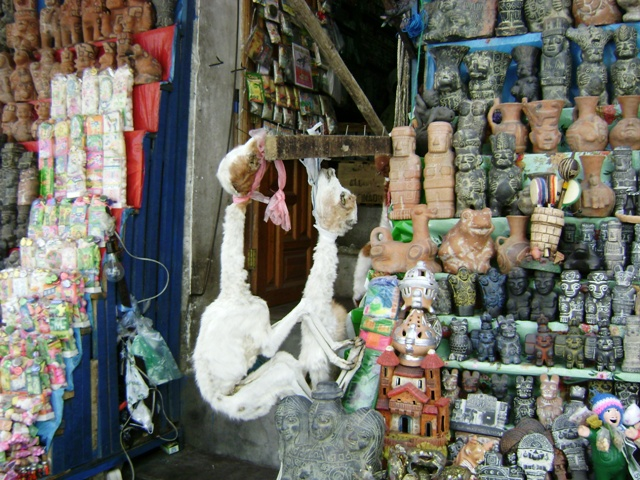
Fœtus de lamas exposés au marché des Sorcières de la Paz.

Dans la culture aymarane, les fœtus de lamas sont des porte-bonheur particulièrement recherchés, utilisés comme offrande à la déesse-terre Pachamama. On les trouve en Bolivie, et au Pérou,
où les indiens Aymaras les enterrent sur leur terrain pour se garantir la bonne fortune et la protection de la Pachamama.
On trouve des fœtus de lama en vente au marché des Sorcières de la Paz.
Les fœtus de lamas sont interdits à l'exportation.